# Estrupkær
Estrupkær er en lille flække i Sydjylland, beliggende syd for Holstrup å og vest for Estrup mose, hvor husmandsstederne er udstykket fra Estrup Hovedgård, nu er hovedbygningerne fredet i klasse A. I Estrupkær ligger der 3 husmandssteder. I dag hedder vejen Kærvejen.
|  | Denne artikel om lokaliteten Estrupkær kan blive bedre, hvis der indsættes et (bedre) billede. Du kan hjælpe ved at afsøge Wikimedia Commons for et passende billede eller lægge et op på Wikimedia Commons med en af de tilladte licenser og indsætte det i artiklen. |

55°30′14″N 9°03′22″Ø / 55.5039°N 9.056°Ø